# Uno sguardo, un sorriso
Uno sguardo, un sorriso (Looks and Smiles) è un film del 1981 diretto da Ken Loach.